# Saint-Pierre-Lafeuille
Saint-Pierre-Lafeuille è un comune francese di 356 abitanti situato nel dipartimento del Lot nella regione dell'Occitania.

## Società

### Evoluzione demografica
Abitanti censiti